# Эрнест-Легуве (риф)
Риф Эрнест-Легуве обозначен на некоторых картах в районе Тихого океана к югу от островов Туамоту и к востоку от Новой Зеландии.
По одной из версий открыт в 1902 году неизвестным капитаном французского корабля «Эрнест Легуве». Длина рифа составляла
около 100 м, и вблизи был замечен ещё один риф (это не риф, названный Мария-Тереза, поскольку он находится на значительном (более 300 км) удалении от рифа Эрнест-Легуве. Риф Мария-Тереза был «открыт» ранее, в 1843 году). Риф был отмечен в Парижском Морском справочнике 164/1122/1902, и Международная Гидрографическая служба 9 февраля 1957 года определяла его координаты как 35°12 ю. ш. 150°40 з. д. В том же районе Эрнест-Легуве и Мария-Тереза, обозначенные условным знаком «коралловый риф», помещались и на советских океанографических картах, являясь на них самыми южными участками суши кораллового происхождения. В фундаментальном советском «Атласе Антарктики» его расположение показано под 35°25′ ю. ш. 150°45′ з. д.). Наряду с Антарктидой обозначались на выпущенных в СССР политических картах как территории, не имеющие государственной принадлежности. Поскольку поиски рифа, предпринятые в 1982—1983 годах, не принесли ожидаемых результатов, стало принято считать его «островом-призраком». Тем не менее, риф отмечен в издании 2005 года Национального (США) Географического Атласа мира, а также (вместе с рифом Мария-Тереза и банкой Вачусетт) на карте мира, выпущенной издательством Editions Géographiques et Touristiques (Paris, 1989). По данным отдельных источников, эти территории номинально составляют часть заморского сообщества Французская Полинезия.
Местонахождение и описание рифа Эрнест-Легуве почти совпадают с описанием скалы, оставшейся после вулканического разрушения острова Линкольна в романе Жюля Верна «Таинственный остров», хотя последний имел несколько иные координаты (34°57′ ю. ш. 150°30′ з. д.).